# Lang regnorm
Lang regnorm eller lang orm (Aporrectodea longa) er Danmarks næstlængste regnorm på 15-20 cm. Den blev først beskrevet af Hermann Ude i 1885. Der er ingen underarter registreret i Catalogue of Life.

## Økologi
Aporrectodea longa er en anecisk regnorm, dvs. en art, der laver dybe lodrette huler, og som andre sådanne orme lever den af planterester på overfladen af jorden (fx nedfaldne blade) og organisk materiale i jorden (fx rester af rødder). På den måde bliver organisk materiale på overfladen bragt ned i jordprofilen og ormen bidrager på den måde til mulddannelse og lagring af kulstof i jorden.

## Udbredelse
Arten er udbredt i Nord- og Centraleuropa og introduceret til Nordamerika og Australasien.. Arten angives som værende almindelig i Danmark.